# Theodor Reimann
Theodor Reimann (10. února 1921, Strečno – 30. srpna 1982, Bratislava) byl slovenský fotbalista, brankář, československý reprezentant a účastník mistrovství světa roku 1954 ve Švýcarsku (chytal v zápase s Uruguayí). Za československou reprezentaci odehrál 5 zápasů, 14krát hrál i za výběr válečného Slovenského státu. V československé lize vybojoval tři mistrovské tituly se Slovanem Bratislava (tehdy nesoucím název Sokol Národné výbory Bratislava) (1949, 1950, 1951). Ve Slovanu působil v letech 1942–1954.

## Ligová bilance
| Ročník                                     | Zápasy | Góly | Klub                 |
| ------------------------------------------ | ------ | ---- | -------------------- |
| Divize 1937/38                             | -      | -    | FTC Fiľakovo         |
| Mistrovství Slovenska 1939/40              | -      | -    | AC Považská Bystrica |
| Mistrovství Slovenska 1940/41              | -      | -    | AC Považská Bystrica |
| Mistrovství Slovenska 1941/42              | -      | -    | AC Považská Bystrica |
| Mistrovství Slovenska 1942/43              | -      | -    | AC Svit Batizovce    |
| Mistrovství Slovenska 1942/43              | -      | -    | OAP Bratislava       |
| Mistrovství Slovenska 1943/44              | -      | -    | OAP Bratislava       |
| Státní liga 1945/46                        | -      | -    | ŠK Bratislava        |
| Státní liga 1946/47                        | 20     | 0    | ŠK Bratislava        |
| Státní liga 1947/48                        | 20     | 0    | ŠK Bratislava        |
| Státní liga 1948                           | 9      | 0    | Sokol NV Bratislava  |
| Celostátní československé mistrovství 1949 | 25     | 0    | Sokol NV Bratislava  |
| Celostátní československé mistrovství 1950 | -      | 0    | Sokol NV Bratislava  |
| Mistrovství československé republiky 1951  | -      | 0    | Sokol NV Bratislava  |
| Mistrovství československé republiky 1952  | 26     | 0    | Sokol NV Bratislava  |
| Přebor československé republiky 1953       | -      | 0    | Sokol NV Bratislava  |
| Přebor československé republiky 1954       | 19     | 0    | Sokol NV Bratislava  |
| Přebor československé republiky 1955       | 11     | 0    | Tatran Prešov        |
| 1. československá fotbalová liga 1956      | 6      | 0    | Dynamo Žilina        |
| CELKEM 1. liga                             | -      | -    |                      |